# Gerhard Knappstein
Gerhard Knappstein (1948) es un ingeniero mecánico y autor alemán.
Se hizo conocido por sus diversos libros sobre mecánica aplicada. Entre ellos figuran Statik, insbesondere Schnittprinzip, Kinematik und Kinetik y Aufgaben zur Festigkeitslehre - ausführlich gelöst, todos ya en varias ediciones por Verlag Harri Deutsch.
Gerhard Knappstein obtuvo una formación como técnico en mecánica y graduación en ingeniería mecánica, pasando después tres años en el ramo como ingeniero calculista. Knappstein es wissenschaftlicher Mitarbeiter en el Institut für Mechanik und Regelungstechnik de la Universidad de Siegen.